# 森本龍石
森本 龍石(もりもと りゅうせき、1940年8月3日 - 2017年12月13日）は、日本の書道家。
斬新でモダンな書道スタイルを作り上げ、国際交流に力を注ぎ世界各国で書の普及につとめた。特にブラジル、ロシア、ウクライナ、キルギス、韓国での活動が活発だった。2001年よりモスクワ現代美術館が森本龍石作品をピカソ・シャガール作品と同室に常設展示。

## 学歴
- 大阪府立四条畷高等学校卒業
- 奈良教育大学特設書道科卒業

## 役職
- 北辰書道会会長
- 日展会友
- 毎日書道展運営委員
- 毎日書道展審査員
- 毎日書道会参事
- キルギス国立大学名誉教授
- ロシア芸術アカデミー（英語版）名誉会員

## 略歴
- 1975年
  - 日本代表書家ブラジル親善使節団の一員としてブラジル・アルゼンチン・アメリカの各地を訪問
- 1983年
  - 書道親善使節団として北京・西安・上海などを訪れる
- 1987年
  - ブラジルにて書道講演・講習を行う、サンパウロで個展
- 1988年
  - 日本現代書法海外展で北京・上海店に出品
- 1990年
  - 毎日書道展ヨーロッパ展、（フランクフルト・コペンハーゲン・レーニングラード展出品）
- 1992年
  - 国語学者・金田一春と共に本居長世作曲の童謡をモチーフに北辰書道会代表作家展を東京で開催
- 1994年
  - 毎日書道展運営委員・毎日書道展会員賞選考委員
- 1997年
  - サンパウロにて個展。第五回国際高校生選抜書展の開催を手伝う。
- 1998年
  - 第５０回毎日書道展海外展に出品（パリ、ストックホルム、北京）功労賞表彰を受ける。ロンドン、ミュンヘンで個展
- 2000年
  - キルギス国立美術館で現代日本の書・森本龍石展を開催、124点を同美術館に収蔵
  - ロシア国立東洋美術館で現代日本の書・森本龍石展を開催、74点を同美術館に収蔵
  - 現代日本の書・ロサンゼルス展に出品（主催・毎日新聞社）
  - 現代日本の書・ベルリン展に出品（主催・毎日新聞社）
- 2001年
  - 守口京阪百貨店で森本龍石書の世界展を開催。モスクワ現代美術館が森本龍石作品をピカソ・シャガール作品と同室に常設展示。キルギス国立美術館が森本龍石作品を常設展示
- 2002年
  - 毎日現代書　新春100人展出品　（主催・毎日新聞社）。・ロシアの著名な画家、マイ・ミトゥーリッチと共に芭蕉の句をテーマに書画2人展をロシア国立東洋美術館で開催
  - 「日中初夏100人展」出品（中国、日本各代表50人）東京で開催
  - 「日中初夏100人展」出品（中国、日本各代表50人）北京で開催。ウクライナ国立美術館主催「現代の書　森本龍石書の世界展」開催
  - 在大阪ロシア総領事館主催「書道二人展」開催（マイ・ミトゥーリッチ、森本龍石）。ロシア国立美術アカデミーより「名誉会員」の称号を授与される
  - 大阪リーガロイヤルギャラリーにて「書画二人展」開催（ロシアよりマイ・ミトゥーリッチ来日）
  - キルギス政府より「文化功労賞」を授与される
- 2003年　
  - キルギス国立大学「名誉教授」に就任。
  - ロシア国立芸術アカデミー美術館主催マイ・ミトゥーリッチと200点の書道展開催。
  - ロシア国立プーシキン美術館　森本龍石の書作品34点収蔵。
  - ロシア国立芸術アカデミー美術館 森本龍石の書作品66点収蔵。
  - ロシア国立芸術アカデミーに屏風3点収蔵。
- 2004年
  - キルギス国立美術館主催シルクロード展開催。ドイツ・アメリカ・キルギス・日本（森本龍石）・フランス他　20人の作家出品
- 2005年
  - 毎日書道展運営委員・毎日書道展会員賞選考委員。
  - 毎日書道会参事就任。
  - トルク（イスタンブール）のアヤ・ソフィア大聖堂美術館にてシルクロード展開催
  - ウクライナ国立美術館にて「現代日本の書代表作家キエフ展」出品　（毎日新聞社主催）
- 2006年
  - 毎日現代書　新春100人展出品　（毎日新聞社主催）
- 2008年
  - 毎日現代書「サンパウロ展」出品　訪伯／サンパウロ大学にて講演
- 2009年
  - ロシア国立プーシキン美術館にて「書」の講習
  - 在キルギス日本大使館・キルギス政府・キルギス国立美術館・ドイツ大使館主催。「西と東の対話・シルクロード展」に出品（於・キルギス国立美術館）
  - ロシア国立プーシキン美術館に森本龍石の書17点収蔵。既収蔵作品34点
- 2011年
  - ロシア、サンクトペテルブルクの国立科学アカデミーロシア文学研究所・プーシキンドームにて「森本龍石書展」開催（オネーギンをテーマに）作品80点収蔵
- 2012年
  - ウクライナ・キエフで国交20周年記念「森本龍石書展」開催　在ウクライナ日本大使館主催
- 2013年
  - 京阪百貨店守口店で三人展を開催（書）森本龍石
- 2017年
  - 12月13日、腎不全のため死去。77歳没[1]。

## 指導
北辰書道会をベースに多くの弟子や生徒に指導を行っている。外国人の生徒もいて、1人がRAIRYU（ウクライナ出身）という書家名でプロになっている。